# Доктор Ху (4. серијал)
Четврти серијал британског научнофантастичног програма Доктор Ху почео је божићним специјалом из 2007. „Путовање проклетих”. Након специјала, емитован је редовни серијал од тринаест епизода, почевши од епизоде „Партнери у злочину” 5. априла 2008. и завршавајући епизодом „Крај путовања” три месеца касније, 5. јула исте године.
„Партнери у злочину” обележили су деби Доне Нобл, коју глуми Кетрин Тејт, као сталне сапутнице Десетог Доктора након што се први пут појавила у божићном специјалу 2006. године „Одбегла невеста”. Фрима Еџимен се такође враћа као Докторова сапутница Марта Џоунс из претходног серијала. Џон Бароумен, Елизабет Слејден, Ноел Кларк и Камил Кодури такође су се вратили да би се појавили у завршници серијала, као и Били Пајпер која се појавила као Роуз Тајлер у шест епизода серијала.
Продукција серијала почела је 8. августа 2007, а завршена је 29. марта 2008. године. Кратак специјал За децу у невољи под називом „Временски крах” је такође произведен и пре „Путовања проклетих”, као и мини-епизода под називом „Музичка сфера”, и ове епизоде су премијерно приказане на промоцији Доктора Хуа након завршнице четвртог серијала у јулу 2008. године. Четврти серијал је био последњи пун серијал у ком је Дејвид Тенант глумио Доктора, али је он остао Десети Доктор у серијалу од пет једночасовних специјала између 2008. и 2010. године, а појавио се и као Четрнаести Доктор у специјалима из 2023. године. Ово је уједно и последњи редовни серијал у ком је Расел Т. Дејвис био главни сценариста и директор серије све до 14. серијала, који је премијерно емитован 2024. године. Серијал укључује лабаву причу која се састоји од понављајућег помињања нестанка пчела са планете Земље и губитком разних планета и месеца.

## Улоге

### Главне
- Дејвид Тенант као Десети Доктор
- Кајли Миног као Астрид Пет (специјал)
- Кетрин Тејт као Дона Нобл (епизоде 1−13)
- Фрима Еџимен као Марта Џоунс (епизоде 4−6, 12−13)
- Џон Бароумен као Капетан Џек Харкнес (епизоде 12−13)
- Елизабет Слејден као Сара Џејн Смит (епизоде 12−13)
- Били Пајпер као Роуз Тајлер (епизоде 11−13)

### Епизодне
- Били Пајпер као Роуз Тајлер (епизоде 1, 5 и 10)
- Алекс Кингстон као Ривер Сонг (епизоде 8−9)

## Епизоде
| Специјал |    |                       |                |                 |                    |      |       |
| 42 | —  | „Путовање проклетих”  | Џејмс Стронг   | Расел Т. Дејвис | 25. децембар 2007. | 4Х   | 13,31 |
| Десети Доктор поправља штету на ТАРДИС-у од судара са Титаником, пре него што се укрца на поменути брод. Открива да то није РМС Титаник, већ готово идентична свемирска крстарица. Доктор упознаје конобарицу Астрид Пет пре него што се придружи излету путника у Лондон. Доктор примећује да је Лондон напуштен. Као део осветничке завере власника крстарице Макса Каприкорна, за кога је одбор изгласао да напусти сопствену компанију, капетан Хардакер спушта штит са брода, што доводи до привлачења метеора према броду. Брод почиње да се обрушава према Земљи. Макс је наредио да бродски андроиди убију све преживеле. Један андроид одводи Доктора до Макса Каприкона. Пратећи Доктора, Астрид користи виљушкар да гурне Макса у бродски мотор, од чега и сама гине. Стигавши до моста, Доктор користи топлоту од поновног уласка да поново покрене и стабилизује брод. Доктор преузима Астридин узорак са њене телепортне наруквице пре него што се њени остаци распрше у свемир. |    |                       |                |                 |                    |      |       |
| Серијал |    |                       |                |                 |                    |      |       |
| 43 | 1  | „Партнери у злочину”  | Џејмс Стронг   | Расел Т. Дејвис | 5. април 2008.     | 4.1  | 9,14  |
| Дона Нобл се каје што је одбила Докторов позив да путује са њим у ТАРДИС-у пре две године и истражује теорије завере у нади да ће га поново пронаћи. Доктор и Дона нису свесни умешаности оног другог и обоје истражују индустрију Адипоз која продаје специјалну пилулу за мршављење. Пилуле користе телесну масноћу да партеногенетски створе мале беле ванземаљце познате као Адипози. Доктор и Дона одвојено се убацују у индустрију Адипоз. Док истражују зграду, сусрећу се кроз супротне прозоре у канцеларији. Они се суочавају са госпођицом Фостер, ванземаљцем који користи британско становништво да створи Адипозне бебе. Доктор прави диверзију и бежи, а госпођица Фостер убрзава своје планове. Широм Лондона, Адипози почињу да се мресте и ускоро их има неколико хиљада. Доктор и Дона спречавају да план убије оне који су узели пилулу, а остатак младих Адипоза креће у индустрију Адипоз. Прва породица Адипоза стиже свемирским бродом и сакупља своје младе. Доктор се уздржава да убије младе Адипозе јер су деца. Дона прихвата Докторову понуду да путује у ТАРДИС-у.                                                                                                   |    |                       |                |                 |                    |      |       |
| 44 | 2  | „Ватре Помпеје”       | Колин Тиг      | Џејмс Моран     | 12. април 2008.    | 4.3  | 9,04  |
| Доктор и Дона стижу у Помпеју дан пре ерупције Везува 79. н. е. Откривају да је ТАРДИС продат вајару Лобу Цецилију и траже га. У Цецилијевој кући, Доктор и Дона упознају локалног аугура, Луција Петра Декстра, који је дошао да покупи нешто што личи на превелику штампану плочу коју је Цецилије извајао. Доктор проваљује у Луцијеву кућу са Цецилијевим сином Квинтом и проналази бројне плоче које је направило више вајара, за које други не знају. Доктор закључује да ће ове плоче формирати претварач енергије. Доктор открива да се пророчице Сибилинског сестринства полако претварају у камена створења звана Пировили. Он бежи са Доном у срце планине Везув, и суочен је са избором да или еруптира вулкан и убије становнике Помпеја, или да допусти Пировилима да искористе претварач да претворе цело човечанство у Пировиле. Доктор и Дона покрећу ерупцију и трче ка ТАРДИС-у, остављајући Цецилија и његову породицу, али Дона моли Доктора да се врати и спаси их. Доктор попушта и спасава Цецилија и његову породицу, остављајући их на брду са погледом на Помпеју. |    |                       |                |                 |                    |      |       |
| 45 | 3  | „Планета Удова”       | Грејем Харпер  | Кит Темпл       | 19. април 2008.    | 4.2  | 7,50  |
| Доктор и Дона слећу на матичну планету Удова, Удсферу, где друштво под називом Операције „Уд” продаје Удове као робове. Члан Пријатеља Удова, др Рајдер, убацује се у друштво и снижава поставке на препреци која блокира џиновски мозак који телепатски повезује све Удове. Удови започињу револуцију. Директор Халпен убија др Рајдера, али се трансформише у Уда зато што је његов лични Уд, Уд Сигма, користио Халпенов лек за губитак косе да би га полако претварао у Уда. Сигма обећава да ће се побринути за Халпена. Доктор затвара препреку, ослобађајући Удове. |    |                       |                |                 |                    |      |       |
| 46 | 4  | „Сонтараначка варка”  | Даглас Мекинон | Хелен Рејнор    | 26. април 2008.    | 4.4  | 7,06  |
| Марта Џоунс позива Доктора у помоћ током истраге коју води UNIT. Неколико минута након што се ТАРДИС материјализује, Марта одобрава напад на АТМОС фабрику. АТМОС продаје сателитски навигациони систем који је развио млади вундеркинд Лук Ратиган. Систем такође смањује емисије угљен-диоксида на нулу. је затражио помоћ Доктора јер је технологија можда ванземаљска, а забринути су и због 52 ране истовремене смрти које су се догодиле спонтано. Доктор истражује систем у Ратигановој приватној школи и открива заверу ванземаљске ратничке расе познате као Сонтаранци. Уместо директне инвазије, они преузимају контролу комбинацијом људских клонова, контроле ума и АТМОС-а; Марта је ухваћена и клонирана да би се инфилтрирала као кртица унутар UNIT-а. Дона се враћа кући својој мајци Силвији и деди Вилфреду. Доктор истражује АТМОС уређаје и открива да могу да емитују отровни гас. Вилфред покушава да скрене аутомобил са пута, али је заробљен када се активира свих 400 милиона АТМОС уређаја инсталираних у аутомобилима широм света. Доктор беспомоћно зури у улицу пуну аутомобила који испуштају гас, док се Сонтаранци припремају за битку.                              |    |                       |                |                 |                    |      |       |
| 47 | 5  | „Отровно небо”        | Даглас Мекинон | Хелен Рејнор    | 3. мај 2008.       | 4.5  | 6,53  |
| Силвија ослобађа Вилфреда. Доктор и Дона се враћају у фабрику АТМОС, где Доктор упозорава да не привуку Сонтаранце. Доктор каже Дони да остане у ТАРДИС-у, али Сонтаранци телепортују ТАРДИС на свој брод. Сонтаранци побеђују у фабрици и преузимају је. покреће контранапад. Откривши да је ТАРДИС нестао, Доктор каже Дони да поново укључи телепортне капсуле. Доктор улази у фабрику и буди праву Марту. Доктор сазнаје од Мартиног клона да се гас користи за претварање Земље у свет за размножавање Сонтаранаца. Доктор говори Дони како да искористи махуне и телепортује ТАРДИС на Земљу. Доктор конструише атмосферски претварач у Ратигановој академији, који безопасно запаљује гас и омогућава људима да дишу. Он калибрише претварач тако да може да запали Сонтаранце на њиховом броду и да се телепортује на брод. Доктор нуди Сталу прилику да се повуче, али га Стал охрабрује да их уништи. Ратиган мења места са Доктором, жртвујући се да уништи Сонтаранце. Марта је заробљена на ТАРДИС-у када сам полети. |    |                       |                |                 |                    |      |       |
| 48 | 6  | „Докторова ћерка”     | Алис Траутон   | Стивен Гринхорн | 10. мај 2008.      | 4.6  | 7,33  |
| ТАРДИС води Доктора, Марту и Дону на планету Месалин. Тамо их налазе војници који раде за генерала Коба. Војници терају Доктора у машину за размножавање, која користи његов ДНК да створи војника који постаје Докторова ћерка. Хати, други житељи планете, нападају, узимајући Марту за таоца. Доктор и Дона су одведени да виде Коба, а Дона именује докторову ћерку „Џени”. На другом месту, Марта брине о повређеном Хату и они је враћају у свој командни центар. Генерал објашњава да је требало да живе са Хатима, али је настао спор око „Извора”. Доктор нехотице открива његову локацију људима и Хатима, а две стране се спремају за битку. Испоставља се да је Извор уређај за тераформирање. Доктор, Марта, Дона и Џени крећу до Извора пре него што обе војске стигну. Доктор објављује да је рат завршен и ослобађа агенс за тераформирање. Коб покушава да упуца Доктора, али Џени уместо њега прима метак у груди и умире. Касније, Џени оживљава и узима ракету да напусти планету. |    |                       |                |                 |                    |      |       |
| 49 | 7  | „Једнорог и оса”      | Грејем Харпер  | Гарет Робертс   | 17. мај 2008.      | 4.7  | 8,41  |
| Доктор и Дона долазе на вечерњу забаву 1926. године, коју је организовала леди Едисон где је једна од гошћи Агата Кристи. Доктор схвата да су стигли на дан када Агата необјашњиво нестане. Огромна ванземаљска оса која може да мења облик у људски, звана Веспиформ, убија троје гостију методама сличним убиствима у Агатиним причама. Открива се да је Веспиформ ванбрачни полуљудски син леди Едисон, велечасни Голајтли. Голајтли која има телепатску везу са леди Едисон преко њене огрлице, постао је свестан своје ванземаљске природе и упио је детаље Убиства Роџера Акројда, романа Агате Кристи коју је његова мајка читала у то време. Трансформише се у Веспиформа и прети гостима. Агата га мами према Тихом базену. Дона баца огрлицу у воду, а оса зарони за њом и удави се. Због сопствене везе са огрлицом, Агата пада у несвест и пати од амнезије. Ово постаје догађај који јој је дао амнезију током њеног нестанка, а Доктор је оставља у Харогејту. |    |                       |                |                 |                    |      |       |
| 50 | 8  | „Тишина у библиотеци” | Еврос Лин      | Стивен Мофат    | 31. мај 2008.      | 4.9  | 6,27  |
| Доктор и Дона стижу у библиотеку величине планете у 51. веку. Скенирање живота показује Доктора и Дону као једине хуманоидне знакове живота, али присутни су и билиони нељудских облика живота које не могу да виде или чују. У библиотеку долази тим истраживача на челу са Ривер Сонг (која је позвала Доктора) и Ривер се понаша као да познаје Доктора. Она открива да је Доктор још није упознао. Чини се да је оперативни систем библиотеке повезан са умом девојке која живи на Земљи у 21. веком. Девојчицин психијатар др Мун је посећује, говорећи јој да је библиотека заправо стварна, и преклиње је да спасе људе у библиотеци. Вашта Нерада убија двоје истраживача. Доктор и Дона сазнају да тим носи комуникационе уређаје који могу да чувају њихове мисаоне обрасце након смрти. Доктор објашњава да су Вашта Нерада створења која се појављују као сенке. Створења користе Дејвово свемирско одело да јуре остале. Доктор телепортује Дону назад у ТАРДИС, али телепортација не успева. Доктор касније проналази информативни чвор са Дониним лицем који му говори да је Донна спасена.                                                                                          |    |                       |                |                 |                    |      |       |
| 51 | 9  | „Шума мртвих”         | Еврос Лин      | Стивен Мофат    | 7. јун 2008.       | 4.10 | 7,84  |
| Стракман Лукс објашњава да је библиотеку конструисао његов деда, који је имао џиновски рачунар конструисан у језгру библиотеке да би сачувао ум Луксове тетке Шарлот. Шарлот је „спасила” хиљаде несталих умова у језгру података да би побегла од Вашта Нерада. Дона је такође постављена на симулацију у језгру. Једна од мртвих истраживача, госпођица Еванџелиста, подсећа Дону да њен свет није стваран. Након што су Вашта Нерада убили већи део експедиције, Доктор открива да су шуме Вашта Нерада коришћене за стварање књига у библиотеци. Доктор покушава да се жртвује дајући меморији рачунара простор из свог ума како би омогућио да се корисници телепортују назад. Ривер онесвести Доктора и заузима његово место. Доктор покушава да је заустави, али Ривер инсистира да би је његова смрт спречила да га сретне у сопственој прошлости. Док Ривер иницира везу, корисници смештени у рачунару поново се материјализују у библиотеци. Доктор проналази снимач података унутар соничног шрафцигера који је његов будући ја дао Ривер, који је сачувао њену свест, и он поставља њен образац, након чега се Ривер буди у симулацији са својим погинулим колегама из посаде.         |    |                       |                |                 |                    |      |       |
| 52 | 10 | „Поноћ”               | Алис Траутон   | Расел Т. Дејвис | 14. јун 2008.      | 4.8  | 8,05  |
| Доктор и Дона посећују планету-одмаралиште Поноћ чија је површина окупана смртоносним зрачењем. Доктор планира да пође у обилазак шатлом да би посетио водопад начињен од сафира и одлучује да крене на путовање са другим посетиоцима. На средини пута, шатл се зауставља. Доктор се придружује возачу Џоу и механичару Клоду у кокпиту и виде да сви системи делују, али се једноставно не померају. Џо позива спасилачки шатл. Доктор се враћа у кабину, пре него што почне да се чује куцање са стране шатла. Када се шатл снажно заљуља, хостеса открива да је кокпит истргнут. Путница Скај почиње да понавља оно што Доктор и путници говоре. Скај почиње да понавља само оно што Доктор каже, и убрзо говори истовремено са њим, и на крају почиње да говори ствари пре него што их Доктор понови. Док већина других путника жели да жртвује Доктора, верујући да је сада опседнут, хостеса почиње да верује у Доктора. Она хвата Скај и жртвује се увлачећи њих две у зрачење. Доктор се враћа у нормалу, а путници шатла су спашени и враћени у одмаралиште. |    |                       |                |                 |                    |      |       |
| 53 | 11 | „Скрени лево”         | Грејем Харпер  | Расел Т. Дејвис | 21. јун 2008.      | 4.11 | 8,09  |
| Једна гатара прилази Дони и помаже јој да се сети шта је довело до њеног сусрета са Доктором. Дона се сећа да је кренула колима да би добила нови посао и скренула лево уместо десно да би прихватила привремену позицију. Када гатара убеди Дону да уместо тога скрене десно, велика буба која ради за Трикстера прикачи јој се за леђа. Донина одлука ствара алтернативну стварност, где она никада није упознала Доктора, па се Доктор утопио након што је убио децу Ракнос. Сара Џејн Смит и Марта такође умиру. Свемирски брод Титаник се срушио на Бакингемску палату и уништио Лондон, а Британија је стављена под ратно законодавство. Роуз Тајлер се појављује Дони да спасе њу и њену породицу од уништења Лондона, али они бивају присилно расељени. Објашњавајући да се звезде гасе у сваком универзуму, Роуз инсистира да Дона отпутује назад и скрене лево. Дона је враћена назад и удари је камион у пролазу, стварајући саобраћајну гужву због које је она у прошлости скренула лево. Док Дона умире, Роуз јој шапуће поруку. Алтернативни универзум нестаје, а Дона се буди. Дона се присећа да су Роузина порука биле речи: „Зли вук”. Доктор објављује да је свемир у опасности. |    |                       |                |                 |                    |      |       |
| 54 | 12 | „Украдена Земља”      | Грејем Харпер  | Расел Т. Дејвис | 28. јун 2008.      | 4.12 | 8,78  |
| Доктор контактира Прокламацију сенки да пронађе Земљу након што је она телепортована. Они одређују да се двадесет седам планета које недостају аутоматски реорганизују у одређени образац када се поставе једна близу друге. Доктор прати планете до каскаде Медузе, међууниверзалне пукотине. Силе Далека, предвођене њиховим творцем Давросом, брзо су покориле Земљу. Давроса, живог после Временског рата спасио је Далек Кан који је постао прекогнитиван по цену сопственог разума. Докторови бивши сапутници капетан Џек Харкнес, Марта Џоунс, Сара Џејн Смит и Роуз Тајлер крију се на разним местима. Све њих контактира бивша премијерка Харијет Џоунс преко тајне „Подталасне мреже”. Покушавају да дођу до Доктора појачавањем подталасног сигнала. Доктор прима пренос и прати сигнал: Доктор, а самим тим и Далеци могу да лоцирају Земљу у џепном универзуму, а Харијет је убијена. Доктор слеће у исту улицу као и Роуз, али га један Далек упуца. Унесен у ТАРДИС, Доктор почиње да се регенерише. |    |                       |                |                 |                    |      |       |
| 55 | 13 | „Крај путовања”       | Грејем Харпер  | Расел Т. Дејвис | 5. јул 2008.       | 4.13 | 10,57 |
| Доктор се регенерише и делимично кроз поступак зауставља трансформацију преносећи преосталу енергију у своју одсечену руку. ТАРДИС се транспортује до водећег брода Далека "Крусибл". Врховни Далек наређује да се ТАРДИС уништи, а Дона закључана унутра. Дона додирује Докторову одсечену руку испуњену енергијом регенерације, изазивајући формирање новог, клонираног Доктора, који спасава ТАРДИС од уништења. Даврос објашњава да украдене планете формирају „бомбу стварности” која има потенцијал да уништи сву материју у сваком универзуму. Докторов клон и Дона долазе и покушавају да поново фокусирају бомбу, али не успевају. Дона постаје прожета знањем Господара времена од Докторовог клона и онеспособљава бомбу. Она и два Доктора премештају нестале планете даље од Земље. Нови Доктор уништава Далеке и Крусибл. Даврос одбија да буде спасен. Сапутници „вуку” Земљу назад у првобитну орбиту са ТАРДИС-ом. Доктор враћа Роуз у њен универзум и са њом оставља клонираног Доктора. Донин ум постаје преплављен знањем Господара времена. Доктор јој брише сећање и враћа је кући.                                                                                           |    |                       |                |                 |                    |      |       |

### Додатна епизода
| Специјал |                  |               |              |                    |      |      |
| 1 | „Временски крах” | Грејем Харпер | Стивен Мофат | 26. новембар 2007. | CIN2 | 11,0 |
| Након што се Доктор растане са Мартом, он покушава да полети, само да би се ТАРДИС дивље окренуо и огласио аларм. Проверавајући системе, Доктор пролази своју пету инкарнацију која ради исту ствар. Десети Доктор препознаје себе из прошлости и пресрећан је што га види како се нежно подсмева његовим посебним ексцентричностима; он такође објашњава да је његово присуство „скратило временску разлику” између њега и његове прошле инкарнације, што је резултирало тиме да ова друга добије некарактеристични старији физички изглед. Пети Доктор је изнервиран, верујући да је његов колега обожавалац који је провалио у ТАРДИС. Пети Доктор открива да су се два ТАРДИС-а спојила, што је парадокс који ће изазвати масивну црну рупу. Десети Доктор му се супротставља суперновом, решењем кога се сећа да је видео себе како наступа у овом истом инциденту. Пети Доктор схвата да је Десети заиста његово будуће ја. Десети се присећа како Пети почиње да бледи у одвојеној временској линији. Два Доктора се опраштају. Како се временски токови раздвајају, Пети Доктор упозорава Десетог да подигне своје штитове, али се Титаник судара са ТАРДИС-ом. |                  |               |              |                    |      |      |

## Глумачка постава

### Главна постава
Четврти серијал је означио трећи и последњи пуни серијал Дејвида Тенанта као Доктора, иако је он наставио да тумачи улогу у специјалцима од 2008 до 2010. године. У божићном специјалу, аустралијска глумица и кантауторка Кајли Миног глумила је једнократну пратиљу Астрид Пет која је умрла током догађаја у епизоди. Сапутници у редовном серијалу су сви раније били у главној улози пратиоца: првенствену улогу има Дона Нобл која је представљена у специјалу „Одбегла невеста”, коју је тумачила Кетрин Тејт у свих тринаест епизода. Њен повратак је објавио BBC 3. јула 2007. године. Фрима Еџимен, која је глумила Докторову сапутницу Марту Џоунс у трећем серијалу, вратила се за епизоде „Сонтараначка варка”, „Отровно небо”, „Докторова ћерка”, „Украдена Земља”, и „Крај путовања”. Били Пајпер, која је играла Роуз Тајлер од прве епизоде првог серијала до последње епизоде другог серијала, појавила се у последње три епизоде серијала. Накратко се појављивала у епизодама „Партнери у злочину”, „Отровно небо” и „Поноћ”. Дејвис је планирао њен повратак од њеног одласка 2006, а званично је објављен 27. новембра 2007. године. Џон Бароумен, Елизабет Слејден, Ноел Кларк и Камил Кодури, који су глумили претходне сапутнике Џека Харкнеса, Сару Џејн Смит, Микија Смита и Џеки Тајлер такође су се поново појавили у завршници.

### Гостујући глумци
Понављајуће гостујуће звезде у серији су Бернард Крибинс и Џеклин Кинг као Донин деда Вилфред Мот и мајка Силвија Нобл. Пенелопи Вилтон се вратила као осрамоћена бивша премијерка Харијет Џоунс у епизоди „Украдена Земља”, свом првом појављивању од специјала „Божићна инвазија”. Ноел Кларк и Камил Кодури поновили су своје улоге Микија Смита и Џеки Тајлер у епизоди „Крај путовања”. Ађоа Андо се вратила као мајка Марте Џоунс, Френсин, у завршници серијала. Ив Мајлс, Гарет Дејвид-Лојд и Томи Најт такође су глумили у завршници своје улоге Гвен Купер, Јанта Џоунс и Лука Смита из спин-оф серија Торчвуд и Авантуре Саре Џејн. Ово је означило њихово прво појављивање у самом Доктору Хуу, иако је Ив Мајлс раније већ глумила у епизоди „Немирни мртви” као непосредан предак Гвен по имену Гвинет.
Четврти серијал представио је велики број звезда високог профила као што су Кајли Миног (Астрид Пет у „Путовању проклетих”), Алекс Кингстон и Стив Пембертон (Ривер Сонг и Стракман Лукс у епизодама „Тишина у библиотеци” и „Шума мртвих”), Сара Ланкашир (госпођица Фостер у епизоди „Партнери у злочину”), и Фил Дејвис и Питер Капалди (Луције и Цецилије у „Ватрама Помпеје”). Међу осталим гостујућим звездама су били Саша Бехар, Тим Мекинерни, Колин Морган, Кристофер Рајан, Џорџија Мофет (ћерка глумца Питера Дејвисона који је глумио Петог Доктора и касније супруга Дејвида Тенанта) Најџел Тери, Фелисити Кендал, Фенела Вулгар, Фелисити Џоунс, Том Гудмен-Хил, Колин Салмон, Лесли Шарп, Линдзи Колсон, Дејвид Траутон (син глумца Патрика Траутона који је глумио Другог Доктора), и Чипо Чанг (који је раније глумила Чанто у епизоди „Утопија”). Еволуциони биолог Ричард Докинс и Пол О'Грејди појавили су се на кратко тумачећи себе у епизоди „Украдена Земља”.

## Продукција

### Развој
Сви наслови епизода откривени су у издању часописа Radio Times од 5. априла 2008. осим наслова дванаесте епизоде који је „држан у тајности јер одаје превише тога”. Чланак је такође идентификовао наслов 9. епизоде као „Риверино бекство”, као и саопштење за штампу за наредно издање Доктор Ху часописа, али је ово неколико дана касније промењено у „Шума мртвих”. Наслов 12. епизоде је на крају откривен у саопштењу за јавност као „Украдена Земља”. Упоредо са серијалом снимљен је и специјал За децу у невољи под називом „Временски крах” који је емитован 16. новембра 2007. године. Поред тога, 3. маја 2008. снимљена је и мини-епизода под називом „Музичка сфера” за 4. серијал и премијерно је приказана на Доктор Ху матурској вечери 27. јула 2008, а аудио се истовремено емитовао на станици BBC Radio 3. Затим је емитована на каналу BBC One на Нову годину 2009.
Као и код претходна три серијала, све епизоде су повезане у лабав лук приче. У претходним серијалима, лукови приче су били у облику лучне речи, као што су „Зли вук”, „Торчвуд” или „Господин Саксон”, али лук за четврта серијал је кумулативан: претпреглед епизоде „Ортаци у злочину'” часописа Доктор Ху га описује као „елемент сваке епизоде – било да је у питању особа, фраза, питање, планета или загонетка – развија се до велике завршнице”. Вишеструко се помињало о нестанку пчела са планете Земље и причама које је покретала нестала или изгубљена планета. Извршни продуцент Расел Т. Дејвис је у истој епизоди навео да је завршница серијала планирана три године пре свог емитовања. Редовни серијал се у великој мери усредсређује на Дону: Дејвид Тенант је изјавио да је „целих тринаест недеља Донина прича... зашто је њен боравак поново са Доктором подтекст”, а продуцент Фил Колинсон је цитирао Дону као „свежу и динамичну” за четврти серијал.

### Писање
Часопис Доктор Ху постепено је откривао сценаристе за серијал заједно са најавама епизода. Први сценаристи за програм били су Џејмс Моран, косценариста хорор филма Осветнички масакр из 2006. и Кит Темпл који је раније писао епизоде серија Бајкер Гроув и Несрећа. Претходни сценаристи Гарет Робертс, Стивен Гринхорн, Хелен Рејнор и Стивен Мофат су допринели серијалу, а Расел Т. Дејвис је наставио да делује као главни сценариста и извршни продуцент. Том Мекреј је написао епизоду за овај серијал под називом „Кућа века”, али је она замењена након што је Расел Т. Дејвис одлучио да је по тону превише блиска епизоди „Једнорог и оса” Гарета Робертса. Аманда Коу је такође требало да напише епизоду, али на крају то није учинила из неоткривених разлога. Ово је био последњи серијал Фила Колинсона као продуцента, као и последњи пун серијал Расела Т. Дејвиса и Џули Гарднер као извршних продуцента. Сви су радили на програму од његовог повратка. Сузи Лигат је продуцирала пет епизода (блокови 2, 5 и 7), као што је то урадила у 3. серијалу са епизодама „Људска природа” и „Породица крви”.

### Музика
Мареј Голд се вратио да компонује музику за 4. серијал уз дириговање Бена Фостера.

### Снимање
Доктор Ху је обновљен за четврти серијал у марту 2007. непосредно пре емитовања трећег серијала. Распоред продукције предвиђао је продукцију 15 пуних епизода уместо уобичајених 14 због најаве да ће следећи пун серијал бити емитован тек 2010. године. Овај распоред је значио да програм неће моћи да уђе у продукцију током друге половине 2008. године. Петнаест епизода се састојало од 13 редовних епизода и божићних специјала за 2007. и 2008. годину. Снимање божићног специјала за 2007. почело је 9. јула 2007, а продукција самог серијала 8. августа исте године, а завршена је 29. марта 2008. године. За десети производни блок – који се састоји од божићног специјала из 2008. „Следећи Доктор” и сцене за BBC Proms „Музичку сферу” — снимање је завршено 3. маја.

## Издања

### Промоција
Дана 1. фебруара 2008. BBC је објавио да ће у партнерству са маркетиншком агенцијом Carlton Screen Advertising 90-секундни трејлер четвртог серијала бити приказан у биоскопима широм Британије „пре најишчекиванијих нових издања”. Трејлер је емитован на британској телевизији 22. марта 2008. године. Као и са трећим серијалом и сваким наредним, звезде програма и продукцијске екипе присуствовале су премијери у центру Лондона где су прве две епизоде серијала биле приказане.

### Емитовање
Четврти серијал је премијерно приказан 5. априла 2008. почевши од епизоде „Партнери у злочину”, а након 13 епизода је завршен 5. јула 2008. епизодом „Крај путовања”. Серијал Доктор Ху: Поверљиво се такође емитовао уз сваку епизоду серијала, настављајући праксу од претходних серијала.

## Пријем
Четврти серијал добио је позитивне рецензије критичара. Серијал се међу критичарима сматра једним од најбољих у оживљеној ери програма, а серија је од свог оживљавања овде била на врхунцу популарности. Завршница серијала („Украдена Земља” и „Крај путовања”) добила је оцену Индекса уважавања од 91, највишу икада за епизоду Доктора Хуа и једну од највиших икада датих неком телевизијском програму. Анкета коју је спровело Radio Times 2015. показала је да су читаоци изгласали завршницу четвртог серијала као најбољу завршницу овог програма.
Бен Росон-Џонс са веб-сајта Digital Spy дао је серијалу четири од пет звездица, наводећи да је „победничка мешавина усхићења и дирљивости обезбедила да сезона постигне сјајан тонски баланс где ни светлу ни тами није било дозвољено да у потпуности надвладају овим другим”. Похвалио је Тејтин наступ, рекавши за серијал да је „суштина била одлична глума Кетрин Тејт у улози Доне Нобл, освежавајући контраст живахним духовима Роуз и Марте”. Похвалио је и тон серијала, наводећи да „Расел Т. Дејвис заслужује велику похвалу за склапање тако разноврсне лепезе прича”. Међутим, Росон-Џонс је био критичан према одређеним чудовиштима којима недостаје „претња”, а као пример је навео Сонтаранце и навео да је повратак UNIT-а „био истинско разочарање”.
Den of Geek је дао изузетно позитивну рецензију серијалу, дајући му четири звездице од пет, верујући да је ово најдоследнији серијал оживљене ере до сада и програма у целини. Похвалили су специјалне ефекте, наводећи епизоде „Ватре Помпеје” и „Планета Удова” и завршницу као „отеловљење онога што Млин може да уради”. Den of Geek је даље похвалио глумачке таленте Дејвида Тенанта и Кетрин Тејт, рекавши „никада нам није било тако добро... она [Тејтова] је показала тако фино разумевање лика да је чак и Дејвида Тенанта оставила у сенци. Енергичан, замишљен, пун наде и болно тужан (да не спомињем проклето смешан) наступ”. Међутим, они су такође критиковали познатост сонтараначког дводелног дела и шупљину „Путовања проклетих”. Све у свему, Den of Geek је резимирао серијал као „запањујући”, наводећи да „4. серијал никада није био ништа мање од запањујућ, није био 'слабуањав' већ је цео увек био на 'високом' нивоу”.
Дејвид Корнелијус из DVD Talk-а изјавио је да је: „Ово је најбоља сезона до сада... свака епизода ове сезоне је врхунац”. И он је похвалио Тејтин наступ, прогласивши је „најбољом сапутницом нове серије до сада”. Корнелијус је даље изјавио да је Дејвисов и Тенантов последњи серијал био серијал „кога ћемо заувек памтити као годину када су Дејвис и Тенант били на врху”. Даље је похвалио глумачку екипу и екипу у целини, похваливши „одличне гостујуће звезде, задивљујуће сценографије, оштру режију и детаљну шминку створења”. Све у свему, Корнелијус је резимирао да је „четврти серијал Доктора Хуа изванредна телевизија... и монументално дело приповедања”.
Травис Фикет из IGN-а дао је серијалу оцену 7,5 од 10. Сумирајући серијал, изјавио је да је „Све у свему, овај серијал је помешан. Уживао сам у Дони више него у Марти, а мање од Роуз. Било је разочаравајуће видети Далеке као зликовце поново, посебно након сјајног наступа Господара. Сонтаранци су били оригинални и забавни, али ништа о чему бисте писали.” Фикет је навео да су Мофатове епизоде „Тишина у библиотеци” и „Шума мртвих”, као и Дејвисове епизоде „Поноћ” и „Скрени лево” врхунци серијала.